# Sahawar
Sahawar es un pueblo y nagar Panchayat situado en el distrito de Kanshiram Nagar en el estado de Uttar Pradesh (India). Su población es de 24067 habitantes (2011). Se encuentra a 250 km de Nueva Delhi.

## Demografía
Según el censo de 2011 la población de Sahawar era de 24067 habitantes, de los cuales 12616 eran hombres y 11451 eran mujeres. Sahawar tiene una tasa media de alfabetización del 54,09%, inferior a la media estatal del 67,68%: la alfabetización masculina es del 60,25%, y la alfabetización femenina del 47,26%.